# 王毓蓍
王毓蓍（？—1645年），字元趾，浙江会稽人。
早年为诸生，個性跌宕不羁，好聲色，是劉宗周的學生。順治二年（1645年），多鐸率清軍攻陷杭州，數日後，府縣準備牛酒迎犒。王毓蓍氣憤，在門板上寫著：“不降者会稽王毓蓍也。”陈洪绶劝王毓蓍不要自杀。六月二十二日，王毓蓍投柳桥河自尽，死前留遺书促刘宗周一起殉國。劉宗周得知此事說：“王生死，吾尚何濡滞哉！”遂绝食二十日卒。